# Feigenblatt-Kürbis
Der Feigenblatt-Kürbis (Cucurbita ficifolia), auch Cayote oder Lacayote genannt, ist eine Pflanzenart aus der Familie der Kürbisgewächse (Cucurbitaceae). Er hat unter den fünf kultivierten Kürbis-Arten die geringste Bedeutung.

## Merkmale
Der Feigenblatt-Kürbis ist eine niederliegende oder kletternde, einjährige Pflanze. Sie überdauert einige Zeit und kann den Eindruck einer kurzlebigen ausdauernden Pflanze erwecken. Sie besitzt keine Reserve-Wurzeln. Die ganze Pflanze ist rau bis weich behaart, in den vegetativen Teilen auch mit scharfen Stacheln besetzt. Sie besitzt meist fünf Sprosse mit leicht eckigen Sprossachsen. Die Blätter haben Stiele von 5 bis 25 Zentimeter Länge. Die Spreite ist ei-herzförmig bis fast rund. Die Oberfläche kann weiße Flecken tragen. Die Spreite hat drei bis fünf rundliche oder leicht zugespitzte Lappen, wobei der mittlere größer als die seitlichen ist. Der Blattrand ist gezähnt. Die Ranken sind drei- bis vierteilig. 
Die Blüten stehen einzeln in den Blattachseln. Die männlichen Blüten sind lang gestielt, haben einen glockenförmigen Kelch von 5 bis 10 Millimeter Länge und fast gleicher Breite. Die Krone ist glockenförmig mit breiter Basis. Sie ist 6 bis 12 Zentimeter lang, gelb bis blass-orange. Die weiblichen Blüten haben einen drei bis fünf Zentimeter langen Blütenstiel. Der Fruchtknoten ist eiförmig bis elliptisch. Die Kelchblätter sind manchmal grün und blattartig, die Krone ist etwas größer als bei männlichen Blüten. 
Die Frucht ist rund bis oval-elliptisch. Es gibt drei Farbmuster: hell- oder dunkelgrün mit oder ohne längliche weiße Linien oder Streifen an der Spitze; kleinflächig weiß und grün getupft; weiß, cremeweiß oder fleischig-weiß. Die harte Schale ist 3 – 5 mm dick und grenzt sich scharf vom Fruchtfleisch ab. Dieses schmeckt leicht süßlich, aber ohne Eigengeschmack. Es enthält wenige Vitamine und Mineralien, bescheidene Mengen an Kohlenhydraten und, wie durch das weiße Fleisch ersichtlich, im Gegensatz zu vielen anderen Kürbissen nahezu kein β-Carotin. Die Samen sind oval-elliptisch, flach und messen (15 bis 25) × (7 bis 12) Millimeter, sind von dunkelbrauner bis schwarzer oder cremig-weißer Farbe und im Fruchtfleisch verteilt. Sie sind reich an Ölen und Proteinen. Ausgereifte Früchte können mehrere Jahre gelagert werden.
Die Chromosomenzahl beträgt 2n = 40.

## Verbreitung und Ökologie
Lange Zeit wurde angenommen, der Feigenblatt-Kürbis sei in Asien beheimatet. Einer seiner Trivialnamen lautet Malabar-Kürbis. Wie die anderen Kürbis-Arten stammt er jedoch aus Amerika. Die Art ist nur in Kultur bekannt, Wildformen sind nicht bekannt. Das Ursprungsgebiet liegt möglicherweise in der Hochebene von Mexiko, auch die Anden werden diskutiert. Das Anbaugebiet reicht von Nord-Mexiko bis Argentinien und Chile. Im 16. oder 17. Jahrhundert gelangte die Art nach Indien, Frankreich und Portugal. Von dort verbreitete sich der Anbau nach Japan, die Philippinen und andere Länder Europas. 

## Systematik
Der Feigenblatt-Kürbis hat keine kommerziellen Kultivare. Er lässt sich nicht mit anderen Kürbis-Arten kreuzen. 

## Anbau
Der Feigenblatt-Kürbis wird in einem großen geographischen Bereich angebaut, ist jedoch auf die Höhenbereiche zwischen rund 1000 bis fast 3000 m beschränkt. Dies unterscheidet ihn von den anderen Arten der Gattung, die auch in wesentlich tieferen Lagen angebaut werden. Er wird in allen Gebirgslagen Lateinamerikas angebaut. 
Er wird meist in Gebieten mit hohem Niederschlag angebaut, und am Beginn der Regenzeit ausgesät. Die Ernte erfolgt auf der Nordhalbkugel zwischen September (für junge Früchte und Blüten) bis Dezember und Januar (reife Früchte); südlich des Äquators entsprechend ein halbes Jahr versetzt. In manchen Gebieten Mexikos wird er auf feuchteren Böden auch in der Trockenzeit angebaut. Gepflanzt wird er zusammen mit anderen traditionellen Nutzpflanzen wie Mais, Bohnen oder anderen Kürbissen auf Feldern oder in Gemüsegärten. Die Art verträgt tiefe Temperaturen, jedoch keine strengen Fröste. Die Vermehrung erfolgt ausschließlich über Samen. Diese sind 18 bis 20 Monate lang haltbar, auch die reifen Früchte können lange gelagert werden.

## Nutzung

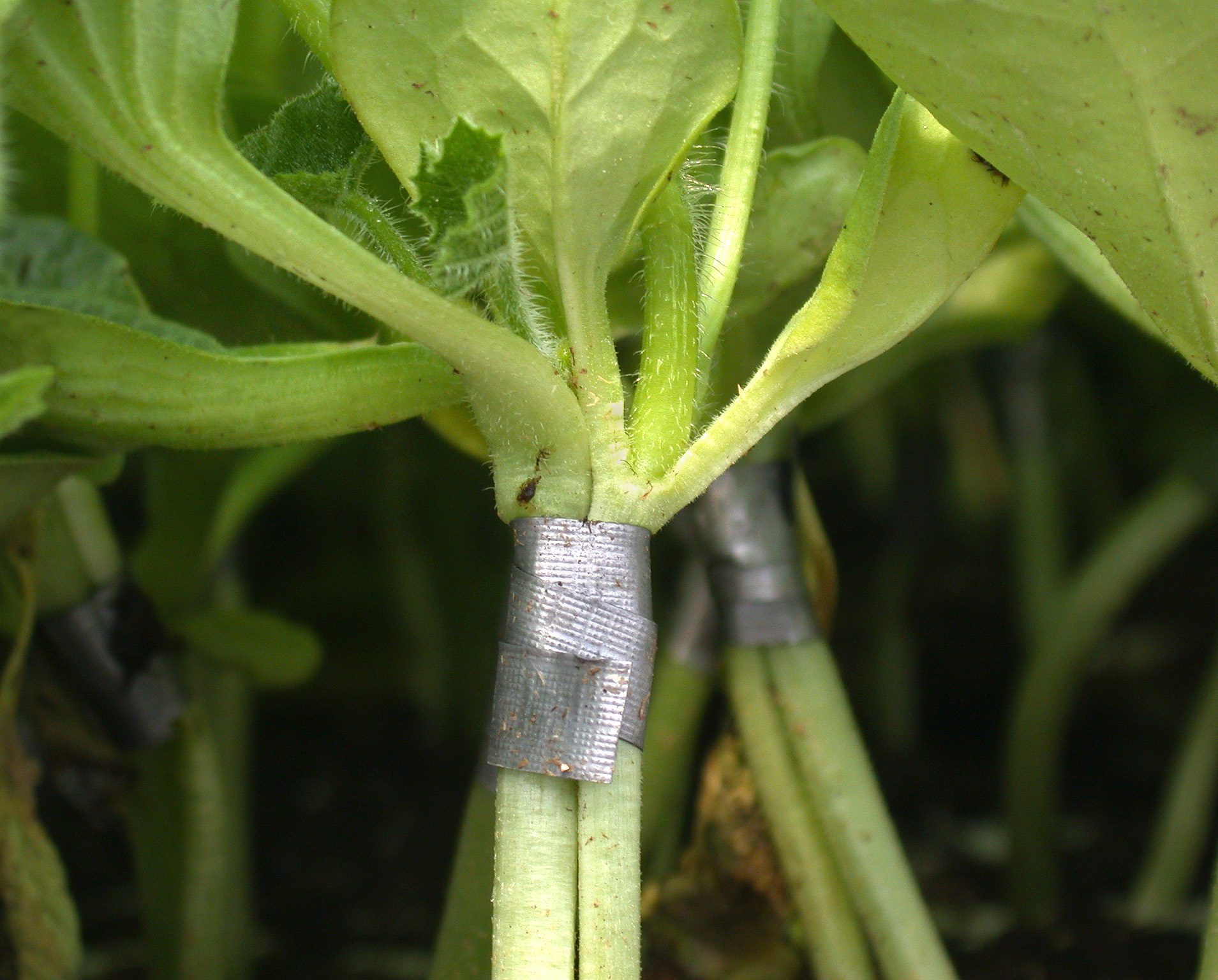
Zuckermelone auf Feigenblatt-Kürbis

Die Nutzung der verschiedenen Pflanzenteile ist recht vielfältig. Unreife Früchte werden gekocht als Gemüse gegessen. Das Fruchtfleisch der reifen Früchte wird zu Süßigkeiten, Erfrischungsgetränken und alkoholischen Getränken verarbeitet. Die Samen werden ebenfalls gegessen. In Chiapas werden sie mit Honig zur Süßspeisen palanquetas verarbeitet. In Mexiko werden junge Sprossachsen und Blüten auch als Kochgemüse verwendet. Die reifen Früchte werden ans Vieh verfüttert. 
Der Feigenblatt-Kürbis wird aufgrund seiner Fusarium-Resistenz als Unterlage für verschiedene Kürbisgewächse verwendet. Besonders verbreitet ist er bei der Gurken-Produktion in Glashäusern. Die Gurkenpflanzen werden zudem um 3 °C kältetoleranter.

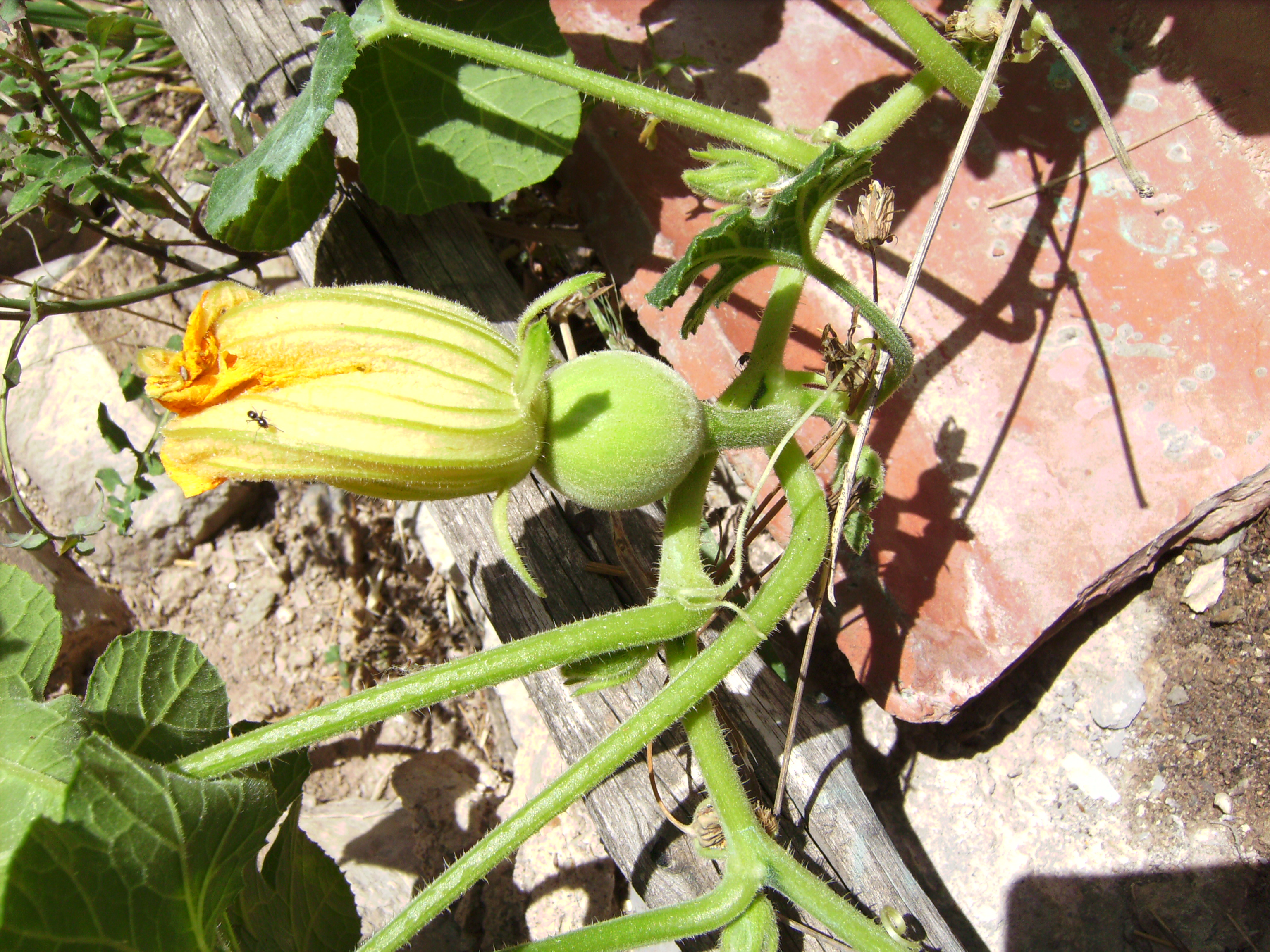
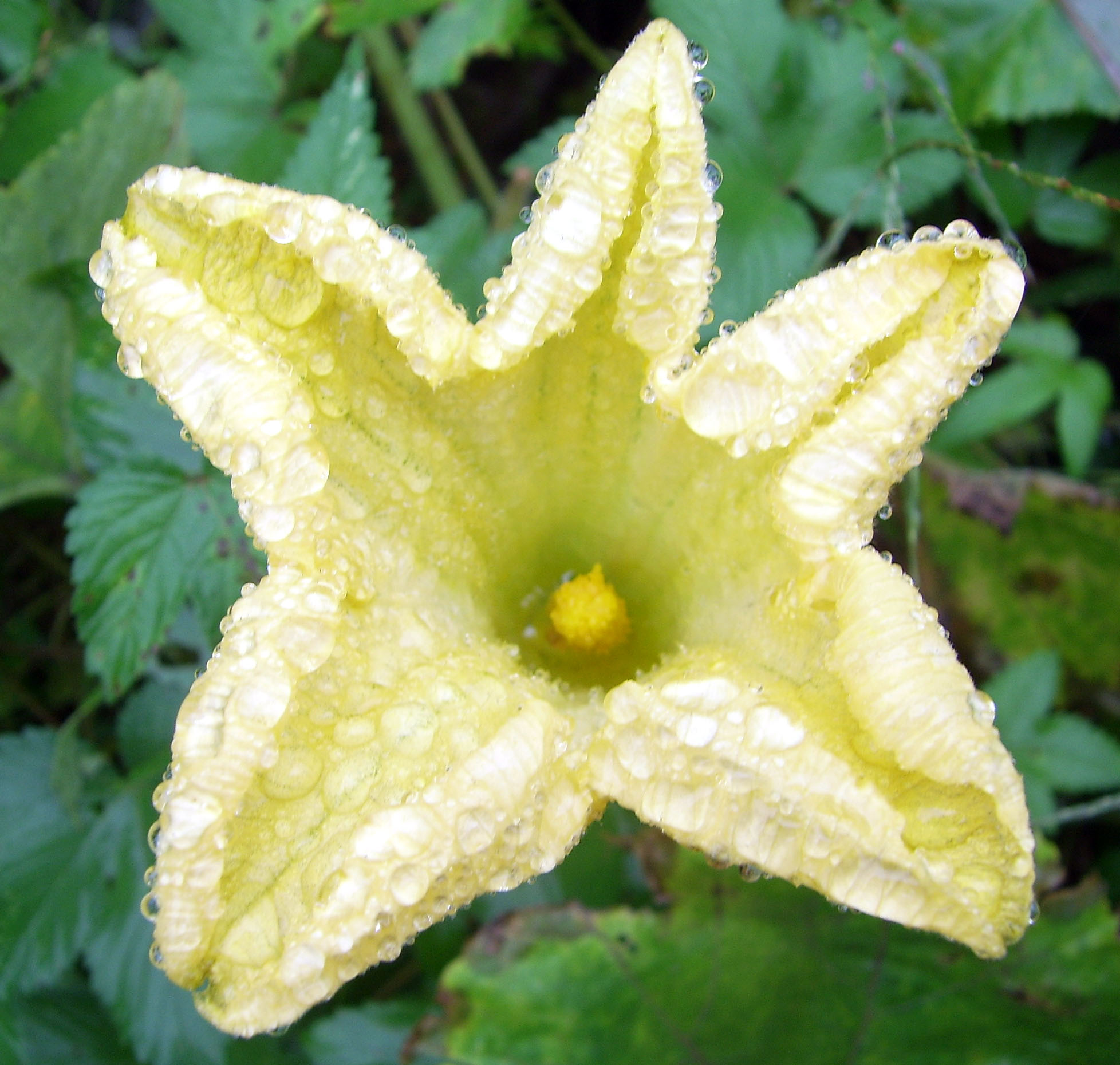
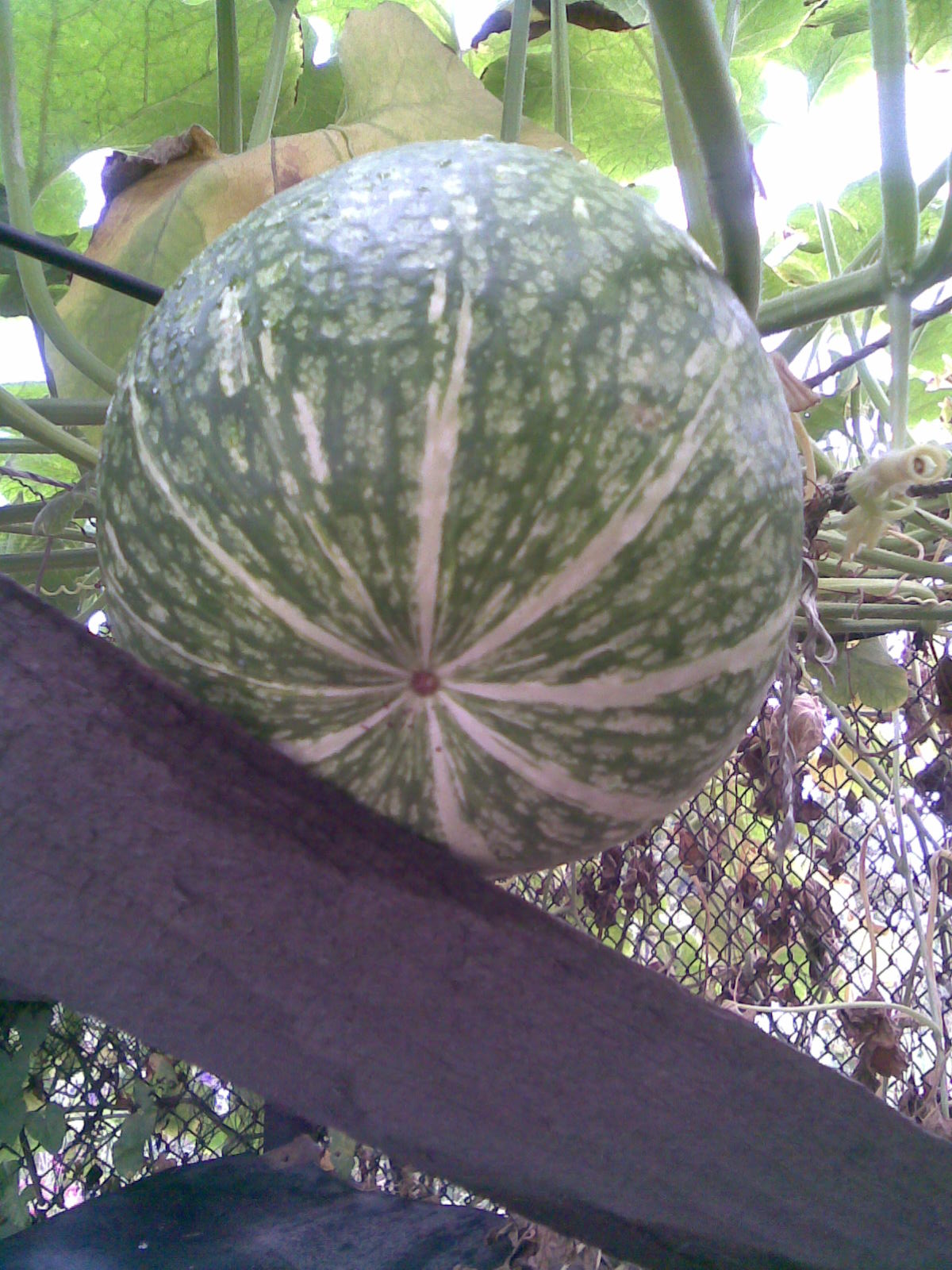
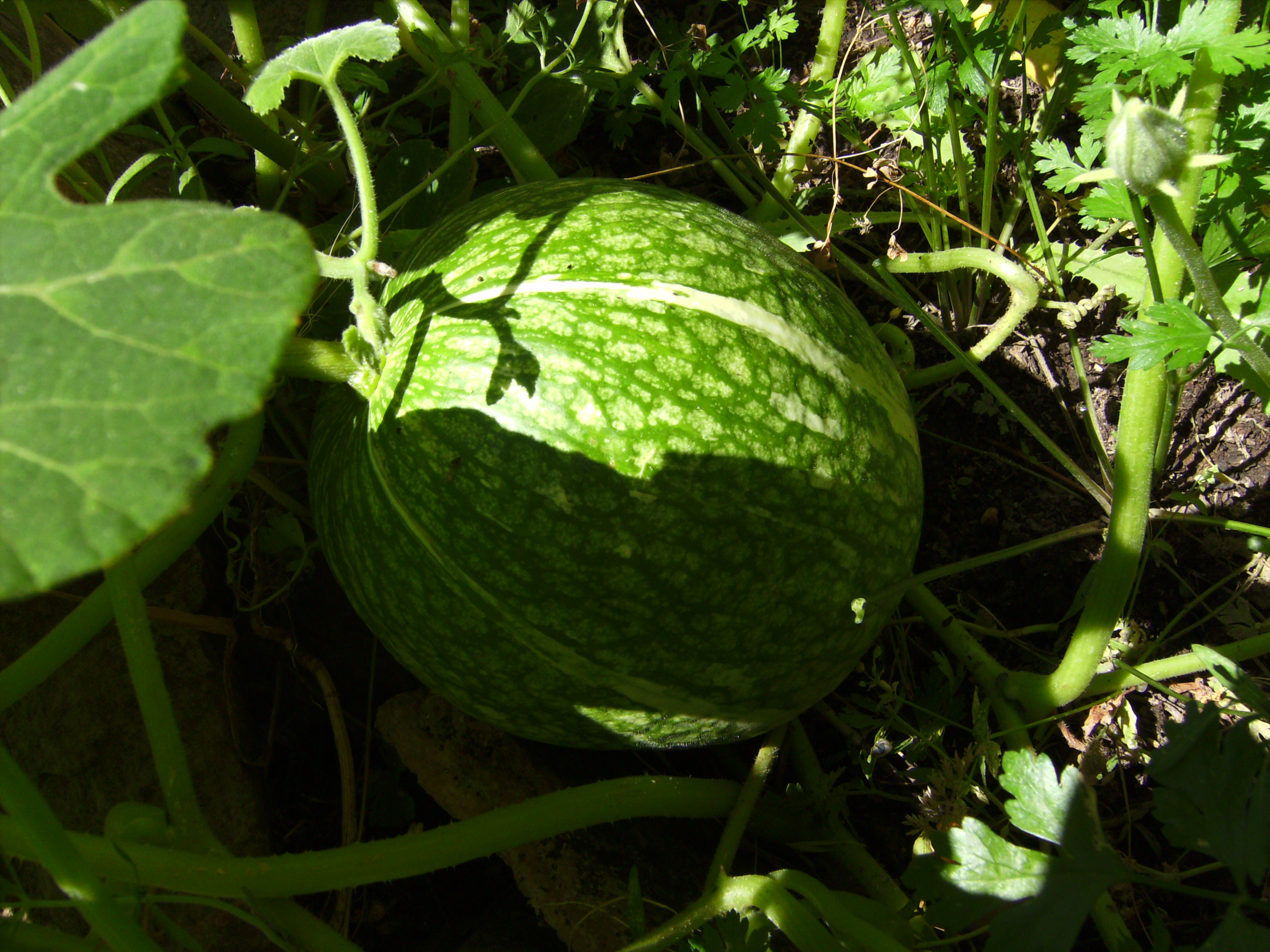